# 百々さおり
百々 さおり（どどさおり、1989年10月3日 - ）は、日本のタレント、モデル。所属事務所はシンフォニア。現在は既に事務所を退所しており、「とっと」という名前でネットを中心に活動をしている。

## 来歴
ゲームが好きで、ニコニコ動画やYouTubeにてゲーム実況動画を投稿している。また、ニコニコ動画内にある自身のコミュニティ内でたまに生放送を行っている。動画生配信サイトshowroomでの活動も行っていた。
超親近感ユニットチームJOYのメンバーとして活動する他、パズドラ生放送の女性MCとして活動している。
現在のメイン活動はYouTubeでのライブ配信を主としている。
YouTubeでは主にレトロゲームを中心に顔出しゲーム配信を行っている。

## 人物
- 身長：158cm
- 趣味：スノーボード、スクラップブック作り、お菓子作り
- 姉が1人いる[2]。
- 2025年5月15日 ドグマ風見と婚約

## 出演

### テレビ
- 梅屋の休日（ジャンバリ.TV）
- 志村&鶴瓶のあぶない交遊録2015　英語禁止ボーリング大会(テレビ朝日)
- 100秒ドライブ～長野編～(テレビ朝日)
- 全力坂(テレビ朝日)

### イベント
- ニコニコ神社2013 〜蛇の道は蛇〜　巫女役
- ニコニコ超会議2015　超囲碁・将棋ブース　秒よみちゃん
- 東京ゲームショウ2016 KONAMIブースコンパニオン[1]
- 東京ゲームショウ2018 Smarpriseブースコンパニオン[3]
- 【超拡大】レトロ傑作選　41時間ぶっ通し生放送【闘TV】
- 【タイトルマシマシ！】レトロ傑作選　38時間ぶっ通し生放送【闘TV】